# Yūko Tsushima
Satoko Tsushima (津島里子) (Mitaka, Tokio, 30 de marzo de 1947 – Tokio, 18 de febrero de 2016), más conocida por su pseudónimo Yūko Tsushima (津島 佑子 Tsushima Yūko), fue una escritora de ficción, ensayista y crítica literaria japonesa. Está considerada como una de las autoras japonesas más reconocidas de su época. Tsushima ganó muchos de los principales premios literarios de Japón durante su carrera, incluyendo el Premio Izumi Kyōka de literatura , el Premio Noma Anual para nuevos talentos, el Premio Noma de Literatura, el Premio Yomiuri o el Premio Tanizaki. The New York Times denominó a  Tsushima  «como una de las escritoras más importantes de su generación.» Su obra literaria ha sido traducida a más de una docena de idiomas aunque pocos de sus textos han sido traducidos al español. Entre sus obras más conocidas está Hikarino Ryobun  (Territorio de luz ) traducida al español en 2020, en la que explica la historia de una mujer que sufría soledad en su matrimonio y soledad con su hija de dos años, tras su divorcio.

## Biografía
Tsushima nació en Mitaka, Tokio. En su vida personal vivió muchas tragedias. Su padre, el célebre novelista Osamu Dazai se suicidó arrojándose al río Tama junto con su amante cuando ella contaba apenas un año de vida. Posteriormente, la autora rememorará las circunstancias y las repercusiones de esta experiencia traumática en su relato «El reino del agua». Eligió el nombre de Yuko porque a la autora le sugería un movimiento hacia el exterior y significa "felicidad". Por otro lado, su hermano mayor Masaki, discapacitado intelectual y con quien ella estaba muy unida cuando era niña, murió en la adolescencia. 
Desde pequeña estaba interesada por la lectura. No recordaba -explicó en una entrevista- cuando decidió ser novelista pero a los 19 años cuando era estudiante de segundo grado y se especializó en literatura inglesa ganó el primer premio. El título de su trabajo era "Un sueño y los tiempos modernos" en el que hacía hincapié en la importancia de la imaginación.

### Carrera literaria
Empezó su carrera literaria como estudiante creando una revista en la Universidad Femenina de Shirayuri de Tokio donde estudiaba Literatura Inglesa y donde publicó sus primeros relatos. A los 24 años, publicó su primera colección de historias, Carnaval (Shaniku-sai). Escritora prolífica, Yūko Tsushima fue galardonada con varios premios literarios. En 1972, su historia «Embarazada de un Zorro» («Kitsune wo haramu») fue considerada finalista para el Premio Akutagawa. En 1977 ganó el premio Izumi Kyōka de literatura por su novela Kusa no Fushido (La alcoba de la hierba) sobre las difíciles relaciones familiares de una mujer que después de separarse de su marido regresa a casa con su madre.
En 1979 ganó el primer Premio Noma Anual para nuevos talentos por su obra Hikari no ryōbun (La Familia).  Un año después, en 1980 publica Yama o hashiru onna (La mujer que corre por la montaña) en la que su solitaria protagonista femenina, algo habitual en sus novelas, se ve marginada por la sociedad convencional. En 1983 en Hi no kawa no hotori de (En el banco del río de fuego) su protagonista es una fuerza disruptiva en el entorno familiar.
En 1986 ganó el  Premio Yomiuri por su novela Yoru no hikari ni owarete (Perseguida por la luz de la noche). En ella la narradora, igual que Tsushima, acaba de perder a su hijo de nueve años y escribe a la autora de la novela del periodo Heian Yoru no nezame (Noches en vela, s. XI) para mantener la ilusión de que su hijo sigue vivo en las historias que ella cuenta.
En 1988 ganó dos de los premios más importantes del mundo literario en japonés. Fue galardonada en la  34.ª edición del Premio Tanizaki y ganó la 51.º edición del Premio Noma de Literatura por su novela Hi no yama yamazaruki (La montaña de fuego: Historia de un mono silvestre), saga multigeneracional basada en parte en la historia de la familia de su madre y adaptada a la televisión por la cadena NHK en 156 capítulos con el título Junjō kirari (Un corazón puro y brillante). 
Entre 1991 y 1992 trabajó como profesora en el Instituto Nacional de Lenguas y Civilizaciones Orientales y participó activamente en iniciativas como Japan-India Writers’ Caravans, que tienen como objetivo tejer redes entre distintos países.
En 1996 fue invitada a enseñar literatura japonesa en París. Allí enseño el yukar y su seminario generó la publicación de: Tombent, tombent les gouttes d’argent: Chants du peuple aïnou (1996), la primera edición en francés de sus poemas épicos.
En 2002 recibió el Premio Osaragi Jiro por Warai ookam (El lobo que ríe). Entre sus últimos trabajos se encuentra Nora Report (15.ª edición del Premio Murasaki Shikibu en 2005), la historia de un niño que busca a su madre muerta, contada a través de motivos extraídos de cuentos medievales japoneses.
Tsushima también escribió ensayos y crítica literaria, publicando numerosos artículos en varios periódicos.
Murió de neumonía el 18 de febrero de 2016.

## Vida personal
Se casó en 1970 y tuvo una hija en 1972 y un hijo en 1976. Poco después se divorció. El hijo murió a los nueve años cuando se ahogó accidentalmente en la bañera mientras ella estaba en la habitación contigua. Su experiencia como madre divorciada se reflejó en las novelas que escribió.

## Obra
En la obra de Tsushima sus protagonistas reivindican la independencia y sus textos plantean verdades incómodas sobre la situación de las mujeres en Japón. Considerada una autora feminista por su obra Tsushima evade cualquier etiqueta. Su ficción trasciende el género para centrarse en la soledad existencial de la humanidad.
La escritora y crítica inglesa Margaret Drabble dijo que nada tenía que envidiar a los mejores textos de Virginia Woolf.
Su tema constante, asegura, es el amor y la soledad. Se plantea profundizar en estos temas escribiendo de cuestiones que le son familiares, entre ellas la de ser una madre divorciada:
No conozco la situación de una mujer en el área rural, aunque escuché que todavía hay una gran diferencia en los estilos de vida y las formas de pensar de Tokio. He estado escribiendo sobre los divorcios, amores perdidos y embarazos antes y después de los matrimonios de las mujeres de hoy que viven en una ciudad.
Su literatura explora las vidas de la gente que vive en los márgenes de la sociedad, habitualmente mujeres, que luchan frente a las presiones sociales y familiares de una sociedad tradicional. Estas figuras de mujeres creadas en sus novelas tampoco se comprometen con la realidad. Son suficientemente fuertes como para buscar su propia felicidad a su manera, señala Tsushima. 
No todas las mujeres son infelices, pero las mujeres están más discapacitadas que los hombres por el simple hecho de ser mujeres. No creo que las mujeres sean completamente iguales a los hombres, incluso en los Estados Unidos. Por ejemplo, en las relaciones privadas, las mujeres son víctimas de cómo se les enseñó a comportarse. Como compartimos un problema tan común, creo que las mujeres estadounidenses entenderán a mis personajes de ficción, señalaba en una entrevista en 2015.
En su obra, Tsushima no tenía miedo de mezclar realidad y fantasía y utilizaba sus personajes para reflexionar sobre la relación entre identidad y lenguaje.
Ha citado a Tennessee Williams como una de sus principales influencias literarias «porque sus heroínas no están satisfechas con la situación que tienen y son valientes como para saltar a un nuevo lugar sin importan cuán peligroso pueda parecer desde un juicio de sentido común. Odian ser autosuficientes en la vida cotidiana.». Al contrario que muchas de sus contemporáneas, para las que la familia nuclear suponía una realidad asumida en sus obras, Tsushima escribió sobre mujeres que habían sido apartadas o habían abandonado el núcleo familiar. Sus historias, basadas en su propia experiencia como madre sola, hacen hincapié en el impacto sociológico del desarraigo familiar y el abandono.

## Obra publicada
- Child of Fortune (寵児, Chōji, 1978) (translation by Geraldine Harcourt, Penguin Modern Classics). El hijo predilecto, traducido por Tana Ōshima; Editorial Impedimenta, Madrid, 2023.
- Territory of Light (光の領分, Hikari no ryōbun, 1979) (translation by Geraldine Harcourt). Territorio de Luz, traducido por Tana Oshima; Editorial Impedimenta, Madrid, 2019.
- Woman Running in the Mountains (山を走る女, Yama wo hashiru onna, 1980) (translation by Geraldine Harcourt, Pantheon Books)
- The Shooting Gallery & Other Stories (射的ほか短編集, 1973–1984) (translation by Geraldine Harcourt, New Direction Classics)
- A sensitive season (発情期)
- South wind (南風)
- The silent traders (黙市)
- The chrysanthemum beetle (菊虫)
- Missing (行方不明)
- The shooting gallery (射的)
- Clearing the thickets (草叢)
- An embrace (抱擁)
- Laughing Wolf (笑い狼, Warai Okami, 2001) (Michigan Monograph Series in Japanese Studies, 73; translation by Dennis Washburn)
- Of Dogs and Walls （犬と塀について, inu to hei nituite , 2018),(translation by Geraldine Harcourt, Penguin Modern Classics)

### En español
- Territorio de luz.  (2020) Traducido por Tana Ōshima. Editorial Impedimenta. ISBN: 978-84-17553-54-8.
- El hijo predilecto. (2023) Traducido por Tana Ōshima. Editorial Impedimenta. ISBN: 978-84-19581-14-3.